# Де Вейс, Йорди
Йорди де Вейс (нидерл. Jordy de Wijs; родился 8 января 1995, Кортрейк, Бельгия) — нидерландский футболист, защитник немецкого клуба «Фортуна» (Дюссельдорф).
Дед Йорди — известный нидерландский футболист и тренер Ханс ван дер Плёйм.

## Клубная карьера
Де Вейс — воспитанник футбольной академии клуба ПСВ. 28 февраля 2014 года в матче против «Алмере Сити» он дебютировал в Эрстедивизи за дублирующий состав. 21 октября 2015 года в поединке Лиги чемпионов против немецкого «Вольфсбурга» де Вейс дебютировал за основной состав, заменив во втором тайме Симона Поульсена. 31 октября в матче против «Де Графсхап» он дебютировал в Эредивизи, заменив во втором тайме Эктора Морено.
В начале 2017 года для получения игровой практики Йорди на правах аренды перешёл в «Эксельсиор». 22 января в матче против «Гоу Эхед Иглз» он дебютировал за новую команду.
Летом 2018 года на правах свободного агента перешёл в английский «Халл Сити», подписав контракт на три года. 6 августа в матче против «Астон Виллы» он дебютировал в Чемпионшипе.
В январе 2022 года перешёл на правах аренды в «Фортуну» из Дюссельдорфа.
2 января 2025 года до конца сезона перешёл на правах аренды в «Херенвен». 12 января дебютировал за клуб в гостевом матче Эредивизи против НАК Бреда, выйдя на замену вместо Сама Керстена на 46-й минуте.

## Международная карьера
В 2015 году в составе молодёжной сборной Нидерландов принял участие в Турнире в Тулоне.

## Достижения
«Халл Сити»
- Победитель Лиги 1: 2020/21